# 타케미야 케이코
타케미야 케이코(일본어: 竹宮惠子, 1950년 2월 13일 ~ )는 일본의 만화가이다. 도쿠시마현 도쿠시마 시 출신. 1980년경, 竹宮恵子에서 개명하였다.
현재의 일본 소녀만화계(한국에 있어서의 순정만화)의 방향성을 확립하였다고 일컬어지는 24년조(24年組)의 견인차 역할로, 소녀만화계의 개척자이다. SF, 역사, 연애물, 코미디 등 손댄 장르도 다양하여 소년지, 청년지에서도 활약하였으며, 다케미야 케이코를 동경하는 유명 만화가도 남녀를 불문하고 셀 수도 없이 많다. 역시 24년조인 하기오 모토와 함께 손꼽히는 거장이다.
타케미야 케이코의 혁신적이었던 점은, 먼저 주인공이 소년이었던 것과 본격적인 SF 판타지 작품을 그렸던 것을 꼽는다. 전자에서는 소년의 동성애를 그린 《바람과 나무의 시》, 후자에서는 《지구를 향해》를 대표작으로 꼽으며, 두 작품으로 제25회 소학관 만화상을 수상하였다. 특히 《바람과 나무의 시》로 일으켰던 센세이션은 이후 소년끼리의 연애를 그린 작품(보이즈 러브, 야오이)이 소녀만화의 하나의 큰 장르가 되기까지에 이르렀다.
무엇보다도 타케미야 케이코의 매력은 그 화려한 그림 스타일이다. 그녀가 그리는 소년의 관능적인 아름다움은 지금까지도 이어지는 소녀만화의 미소년상의 형태를 만들어냈으며, 지금도 독자들을 끌어들이는 보편적인 매력을 지닌다.

## 연보
- 1950년 2월 13일 도쿠시마 현 도쿠시마 시에서 태어났다.
- 1968년 1월, '사과의 죄'가 주간 마가렛(현재 격주간)의 신인상 가작으로 입선하여 데뷔하였다.
- 1970년, 대학을 중퇴하고 상경. 이후, 마찬가지로 상경한 하기오 모토와 1972년까지 함께 살게 된다.
- 1978년, 《지구를 향해》로 제9회 성운상 코믹부문 수상.
- 1980년, 《바람과 나무의 시》와 《지구를 향해》로 제25회 소학관 만화상을 수상.
- 1988년, 가도카와 쇼텐에서 전집(전 44권) 간행.
- 2000년, 교토 세이카 대학 만화학부 교수에 취임. 만화가로서는 일본 최초의 대학 전임교원이 되었다.

## 대표 저작

### 만화
- 1976년
  - 바람과 나무의 시 (~1984년)
- 1977년
  - 지구를 향해 (~1980년) : 한국에서는 애니메이션이 이 제목으로 방영되었다.
- 1981년
  - 날 달까지 데려다줘! (~1986년)
- 1991년
  - 천마의 혈족
- 2000년
  - 브라이트의 우울 ('날 달까지 데려다줘!' 의 후속에 해당)
- 2005년
- 시간을 가는 말

### 소설 문고본 삽화
- 1978년~1984년에 걸쳐 어슐러 르 귄의 소설 일러스트.
- 80년대 초, SF작가인 아라이 모토코의 코발트 문고 시대의 소설 일러스트.

- 그 외 화집, 수필집, 단행본으로 묶이지 않은 잡지 연재 다수

## 애니메이션화

### 극장판
- 《지구를 향해》(1980년)
- 《여름으로 가는 문》(1981년)

### OVA
- 《바람과 나무의 시》(1979년)

## 스승
- 이시노모리 쇼타로